# Терм-Маньоак
Терм-Маньоа́к (фр. Thermes-Magnoac, окс. Tèrmes) — коммуна во Франции, находится в регионе Юг — Пиренеи. Департамент — Верхние Пиренеи. Входит в состав кантона Кастельно-Маньоак. Округ коммуны — Тарб.
Код INSEE коммуны — 65442.

## География
Коммуна расположена приблизительно в 640 км к югу от Парижа, в 80 км юго-западнее Тулузы, в 45 км к востоку от Тарба.
На востоке коммуны протекает река Жимон.

## Климат
Климат умеренно-океанический с солнечной тёплой погодой и обильными осадками на протяжении практически всего года.

## Население
Население коммуны на 2010 год составляло 196 человек.
| 1962 | 1968 | 1975 | 1982 | 1990 | 1999 | 2010 |
| ---- | ---- | ---- | ---- | ---- | ---- | ---- |
| 220  | 199  | 185  | 171  | 169  | 160  | 196  |

## Администрация
| Период | Период | Фамилия   | Партия | Примечания |
| ------ | ------ | --------- | ------ | ---------- |
| 2008   | 2020   | Пьер Лабе |        |            |

## Экономика
В 2010 году среди 108 человек трудоспособного возраста (15-64 лет) 78 были экономически активными, 30 — неактивными (показатель активности — 72,2 %, в 1999 году было 66,3 %). Из 78 активных жителей работали 72 человека (34 мужчины и 38 женщин), безработных было 6 (1 мужчина и 5 женщин). Среди 30 неактивных 5 человек были учениками или студентами, 17 — пенсионерами, 8 были неактивными по другим причинам.

## Достопримечательности
- Часовня Св. Роха